# Weicherdange
Weicherdange (franska) (luxemburgiska: Wäicherdang lyssna (fil), tyska: Weicherdingen) är en ort i kantonen Clervaux i norra Luxemburg. Den ligger i kommunen Clervaux, cirka 48,5 kilometer norr om staden Luxemburg. Orten har 293 invånare (2022).